# Dhuilya
Dhuilya é uma vila no distrito de Haora, no estado indiano de Bengala Ocidental.

## Demografia
Segundo o censo de 2001, Dhuilya tinha uma população de 18 399 habitantes. Os indivíduos do sexo masculino constituem 52% da população e os do sexo feminino 48%. Dhuilya tem uma taxa de literacia de 81%, superior à média nacional de 59,5%: a literacia no sexo masculino é de 85% e no sexo feminino é de 77%. Em Dhuilya, 8% da população está abaixo dos 6 anos de idade.